# روبرت بوكنر
روبرت بوكنر (بالإنجليزية: Robert Buckner)‏ هو كاتب سيناريو وصحفي ومنتج أفلام وكاتب أمريكي، ولد في 28 مايو 1906 في كريوي في الولايات المتحدة، وتوفي في 1989 في غوادالاخارا في المكسيك.

## وصلات خارجية
- روبرت بوكنر على موقع IMDb (الإنجليزية)
- روبرت بوكنر على موقع ألو سيني (الفرنسية)
- روبرت بوكنر على موقع أول موفي (الإنجليزية)
- روبرت بوكنر على موقع قاعدة بيانات الأفلام السويدية (السويدية)
- روبرت بوكنر على موقع قاعدة بيانات الفيلم (الإنجليزية)
- روبرت بوكنر على موقع كينوبويسك (الروسية)